# Episodi di Big Man
Gli episodi della serie televisiva italiana Big Man, composta da 6 episodi sono stati trasmessi in prima visione dal 25 novembre al 30 dicembre 1988 su Canale 5.
| nº | Titolo                | Prima TV Italia  |
| -- | --------------------- | ---------------- |
| 1  | Polizza droga         | 25 novembre 1988 |
| 2  | La fanciulla che ride | 2 dicembre 1988  |
| 3  | Diva                  | 9 dicembre 1988  |
| 4  | Boomerang             | 16 dicembre 1988 |
| 5  | 395 dollari l'oncia   | 23 dicembre 1988 |
| 6  | Polizza inferno       | 30 dicembre 1988 |

## Polizza droga
- Diretto da: Steno
- Scritto da: Lucio De Caro, Carlo Pedersoli, Steno
- Altri interpreti: Maurizio Fardo, Armand Meffre, Antonino Licausi, Susan Marshall, Armando Marra, Agnese Ricci, Elisa Mainardi, Nello Pazzafini, Romano Puppo, Tony Sperandeo, Giovanni Cianfriglia

### Trama
All'aeroporto di Roma, durante lo scarico bagagli del volo Bangkok-Roma viene sequestrata una valigia griffata contenente diversi chili di droga, il bagaglio appartiene a Lilli Bonocore, un'affascinante modella, alla quale viene detto di scappare e di lasciare lì la valigia. New York, sede dell'FBI, gli agenti stanno interrogando un malavitoso italo-americano "Chewing-gum", il quale riferisce che la mafia attraverso i Lloyd's di Londra assicura il traffico della droga. Mentre il professore Clementi sta battibeccando con madame Fernande, titolare dell'albergo in cui risiede, riceve una telefonata da mr. Winterbottom, il quale gli chiede di raggiungerlo e di aiutarlo nello sconfiggere il traffico della droga e di ridare credibilità alla sua compagnia assicuratrice.
Jack accetta e parte immediatamente per Roma, dove incontra subito il suo amico Antonio Caruso, commissario di polizia, che gli indica il caso di un corriere fermato all'aeroporto con 8 chili di eroina addosso, tale Francesco Locurato, col quale Jack riuscirà a mettersi in contatto dopo aver incontrato la moglie e aver salvato lo stesso Locurato da membri dell'organizzazione che lo volevano congelare in un vagone frigorifero. Il corriere gli confessa che il suo capo è un arabo, Yoko il tunisino, che Jack troverà morto in un vagone letto alla stazione col collo spezzato; ma mentre sta comunicando al suo amico Caruso il rinvenimento del cadavere, Jack è avvicinato da due strani tizi, appartenenti all'organizzazione, che dopo averlo picchiato per sapere chi è, Jack confessa di essere il sostituto del corriere "Locurato" scelto da Yoko per la sua discrezione.
Intanto a Roma giunge Simon, l'assistente di Jack, che ha lo scopo di rintracciare la ragazza del volo Bangkok-Roma e di proteggerla; mentre Jack vola a Palermo, dove s'incontra al quartiere della Kalsa con un ragazzino di 8 anni, chiamato Suriciddu, che gli consegna 8 chili di eroina: Jack dispiaciuto della condizione in cui vive il bambino, gli promette di fare ritorno per aiutarlo; atterrato a Roma, avviene lo scambio della borsa della droga con quella del denaro: 800 milioni di lire. All'hotel di Jack viene recapitato un pacco contenente la distinta di versamento precompilata e sacchetti da cassa continua, che Jack dovrà versare sul conto corrente, intestato ad un vecchio pittore, amico di Lilli, trovato morto sul suo imbarcadero sul Tevere, omicidio che ha la stessa dinamica di quello di Yoko il tunisino. Simon intanto ha rintracciato Lilli, ma questa gli scappa, rincasando alcune ore dopo col corpo sfregiato da mozziconi di sigaretta; a Jack confida di essere entrata in contatto con l'organizzazione attraverso il signor Trapani, titolare di una finanziaria per recupero crediti, che scompare quando Jack e Caruso si recano a perquisire il suo ufficio.
Jack, non avendo dimenticato il suo piccolo amico Suriciddu, riparte per Palermo, ma alla Kalsa non troverà ad attenderlo Suriciddu bensì due picciotti inviati dal boss, a cui Jack riuscirà ad estorcere il nome del Boss: don Carmelo, utilizzando "il metodo dell'incaprettamento". Jack eludendo la guardia del corpo di don Carmelo, lo rapisce e scappa a bordo della Mercedes-Benz blindata del malavitoso, inizia una serie di inseguimenti per Palermo dei picciotti per ritrovare il loro capo. Jack vuole che gli consegnino Suriciddu e poi gli restituirà il loro boss, individuato il bambino alla Kalsa e dopo averlo messo al sicuro nell'auto blindata, inizia una serie d'inseguimenti per i vicoli di Palermo, che si conclude con lo scontro delle stesse auto dei malavitosi, mentre la Mercedes si salverà dallo scontro grazie al passaggio coperto da un cartellone pubblicitario che porta ad un campo di calcio, conosciuto solo da Suriciddu. A quel punto interviene Caruso che arresta i malavitosi e il loro boss.
A Roma, il giudice chiede spiegazioni del metodo utilizzato per truffare l'assicurazione, e Jack spiega che don Carmelo spacciava la droga attraverso i suoi corrieri in tutta Italia e il pagamento dell'eroina avveniva attraverso cambiali versate al conto corrente indicato se lo scambio andava a buon fine; mentre se la droga era intercettata, gli spacciatori non onoravano le cambiali e la finanziaria per recupero crediti del signor Trapani chiedeva il risarcimento danni alla compagnia assicuratrice, appunto i Lloyd's di Londra. L'episodio si conclude con il ritorno in Costa Azzurra di Jack, Simon e del piccolo Suriciddu, presso l'hotel di madame Fernande, dove ironicamente Jack spiega il concetto di Mafia a Suriciddu, perché non vuole dirgli chi è stato a regalargli il pallone col quale disturba la quiete di Jack.

## La fanciulla che ride
- Diretto da: Steno
- Scritto da: Lucio De Caro, Carlo Pedersoli, Steno
- Altri interpreti: Raimund Harmstorf, Jacques Sernas, Mario Pilar, Marit Nissen, Alicia Leoni, Stefano Gragnani, Max Turilli, Francesca Ferrè

### Trama
Esiste un falso del capolavoro dell'oreficeria etrusca: la "fanciulla che ride". Secondo l'articolo la proprietà è del museo di Houston, donato da un miliardario texano di nome Jim Carlson. Secondo l'agente Jack Clementi l'idolo è di un feudatario di Roccaferro che da duecento anni lo custodiscono nel museo del loro castello, coperto da una garanzia assicurativa del Lloyd's di Londra di 800000 £. Jack indaga e il caso si rivelerà sempre più complicato, quindi si reca a Roccaferro dove conosce il principe Pietro (Jacques Sernas) e Vasco (Raimund Harmstorf), il suo braccio destro. Durante la visita del castello trova un esemplare della "fanciulla che ride" e conosce Volterra (Mario Pilar), un paesano che salva dalle torture degli uomini di Vasco.
Alla sera, nell'hotel, Volterra rivela a Jack che possiede un esemplare di "fanciulla che ride" e che la offre in vendita a Jack per 30 milioni di franchi. Comprato l'oggetto, Clementi decide di farla esaminare dagli scienziati. Dopo la conferma che l'idolo è originale, Jack viene arrestato dagli uomini del suo amico, il commissario Tony Caruso (Raymond Pellegrin). Caruso accusa Jack di aver rubato l'idolo, ma dopo la conferma di un uomo del commissario, Clementi viene rilasciato. Sul tragitto del ritorno a Roccaferro, Jack e Simon guardano gli agenti che indagano sul suicidio di Volterra. Jack allora va a trovare gli amici di Volterra, Chiara (Alicia Leoni) e Raschia (Stefano Gragnani), che distruggono il laboratorio di Volterra secondo la sua volontà.
Con l'aiuto di Simon, Jack ruba l'idolo del museo, ma vengono scoperti da Vasco guardando le telecamere. Alla sera Vasco invita a caccia Jack per volontà del principe. Il mattino dopo, Jack rivela tutto quella che sa di questa indagine al principe che scopre alla fine che Vasco ammazzò Volterra. Intanto Vasco spara per colpire Jack ma prende don Pietro che rimane ferito. Clementi scappa e si rifugio in sito archeologico sotterraneo. A suon di pugni Jack mette a bada gli uomini di Vasco, ma viene fermato da egli che a sua volta viene fermato da Caruso e Simon. Alla fine Chiara consegna una cassetta audio a Jack che Volterra incise prima di morire e dove egli rivela di essere uno spirito ritornato sulla terra.

## Diva
- Diretto da: Steno, Armando Crispino
- Scritto da: Lucio De Caro, Carlo Pedersoli, Steno
- Altri interpreti: Ursula Andress, Paul Guers, Michel Albertini, Ines Des Longchamps, Jean Boissery, Bernard Woringer

### Trama
La famosa attrice cinematografica Susy Kaminski ha il brutto vizio del gioco d'azzardo. Indebitata fino al collo, per cercar di aver denaro offre i suoi gioielli al boss mafioso Tony Cilento. Saputo l'inganno, la donna chiede aiuto alla Lloyd's di Londra di cui mandano l'agente Clementi non solo per recuperare i gioielli, ma anche per indagare sull'omicidio del cameriere di Susy, anche se non sarà tanto facile.

## Boomerang
- Diretto da: Steno
- Scritto da: Lucio De Caro, Carlo Pedersoli, Steno
- Altri interpreti: John Steiner, Isabel Russinova, Jean-Paul Muel, Natalino Libralesso, Mauro Bosco, Dom Fiore

### Trama
Il "professore" Jack Clementi, mentre si gode gli ozi della residenza di madame Fernande a Cap d'Antibes, riceve la chiamata da parte del direttore dei Lloyd's di Londra, Winterbottom, il quale gli chiede di indagare sul furto del prototipo di una potente arma militare, un fucile ad ultrasuoni, trafugato nella sede della "Sfynx". Giunto, con un aereo privato, presso la sede dell'azienda, scopre che il prototipo trafugato può colpire un bersaglio da diversi chilometri di distanza, grazie a un sistema di puntamento elettronico da dove vengono impostate le esatte coordinate geografiche (Latitudine/Longitudine) del punto da colpire; purtroppo, per la banda di criminali, a capo della quale c'è un ex colonnello dei servizi segreti militari con nome di battaglia "Zebra", il prototipo è mancante del dispositivo di puntamento elettronico e, pertanto, i dirigenti della Sfynx verranno minacciati di colpire bersagli sensibili qualora un incaricato della ditta non consegni l'apparecchio.
Il professore, dopo aver analizzato i filmati della videosorveglianza, intuisce che, nella Sfynx, c'è un basista. Dopo le uccisioni di un ingegnere della Sfinx e della compagna Edith, sempre ad opera di Freddy, nella villa dello stesso ingegnere, avvia un'indagine parallela con il commissario Tony Caruso della Polizia di Stato, per verificare se, tra la Polizia e i Carabinieri, potessero esservi soggetti condannati per reati.
I tempi per portare a termine l'indagine stringono, in quanto il Capo di stato maggiore dell'Esercito Italiano ha dato disposizione di prelevare il fucile per distruggerlo, vista la sua eccessiva pericolosità se finito nelle mani sbagliate. A questo si aggiunge l'inaspettata irruzione, nella Sfynx, della Polizia guidata dallo stesso commissario Caruso, il quale, nel frattempo, era venuto a sapere che Clementi era ospite a colazione in casa dell'ingegnere e di Chiara, prima che questi venissero uccisi. In tale frangente, il commissario viene messo al corrente degli avvenimenti; nel frattempo giunge l'ultima chiamata dei ricattatori, durante la quale il Professore si incarica di consegnare il dispositivo di puntamento elettronico alla banda di Zebra
Inizia l'operazione e Clementi viene prelevato da alcuni componenti della banda e portato presso il loro nascondiglio, dove avviene l'incontro con "Zebra", già vecchia conoscenza del professore, e con Freddy; per verificare l'autenticità del dispositivo di puntamento, il professore verrà obbligato a effettuare un test preliminare, ma pone la condizione che tale prova non dovrà essere effettuata su esseri viventi. Obiettivo del test sarà una statua all'interno del Palazzo di Giustizia che verrà decapitata dal fascio a ultrasuoni del fucile. Il giorno dopo, Zebra chiede di ripetere il test, ma stavolta l'obiettivo sarà il capo dello Stato. Il professore si oppone, ma Zebra mostra a Clementi che, in caso di rifiuto, ucciderà Simon, nel frattempo tratto in ostaggio dalla banda.
Senza scelta, Clementi si adopera per inserire, nel dispositivo di puntamento, le coordinate della Sala degli Arazzi del Palazzo del Quirinale, luogo ove tradizionalmente viene letto il messaggio di fine anno, ma lascia a Zebra il compito di premere il grilletto. A quel punto Zebra minaccia di uccidere subito il professore, ma il tempestivo intervento del commissario Caruso e della Polizia sventa ogni tentativo di vendetta da parte del capo della banda; dopo aver proceduto all'arresto di tutta la banda, Clementi rivela a Zebra che il sistema di autodistruzione del fucile era un bluff.

## 395 dollari l'oncia
- Diretto da: Steno, Armando Crispino
- Scritto da: Lucio De Caro, Carlo Pedersoli, Steno
- Altri interpreti: Michel Constantin, Pascale Roberts, Venantino Venantini, Jean Badin, Daniel Langlet, Géraldine Pialhas, Pierre Hatet

### Trama
Il bandito Xavier Gaudin ha un segreto. Quindici anni fa l'uomo ha partecipato a una rapina, da cui ha ricavato un'ingente somma d'oro. Benché arrestato il bandito non vuole rivelare dove ha nascosto la refurtiva e pertanto finisce in carcere. Jack Clementi si finge carcerato a sua volta: i due si conoscono ed evadono, recandosi poi nel luogo dove e nascosta la refurtiva, trovandosi a lottare contro Pierre Legrand, un altro bandito alla ricerca dell'oro.

## Polizza inferno
- Diretto da: Steno, Maurizio Ponzi
- Scritto da: Carlo Pedersoli, Lucio De Caro, Steno
- Altri interpreti: Hartmut Becker, Josef Frohlich, Claus Ringer, Robert G. Sommer, Mariangela Giordano, Mimmo Sepe, Maria Grazia Bon

### Trama
La compagnia assicurativa si trova a dover liquidare un gran numero di polizze sulla vita, tutte sottoscritte di recente e stipulate con un massimale molto alto per morte accidentale. Il primo caso riguarda un avvocato, deceduto in un incidente d'auto; il secondo un principe assassinato durante un tentativo di rapina; il terzo un costruttore in bancarotta, fulminato nell'idromassaggio. Le indagini di Jack Clementi arrivano alla confraternita dei Confortatori, una setta religiosa che in qualche modo lega tutte le vittime.